# Plátanos (Héraklion)
Plátanos, en grec moderne : Πλάτανος, est un village du dème de Gortyne, dans le district régional de Héraklion, de la Crète, en Grèce. Selon le recensement de 2001, la population de Plátanos compte 243 habitants.
Le village est situé à une altitude de 95 mètres et à une distance de 51 km de Héraklion.